# 호바트의 장난감
호바트의 장난감(Hobart's Funnies)이라고 불린 개조전차들은 제2차 세계 대전 당시 영국 육군 제79기갑사단에서 운용한 특수목적차량들이다. "호바트"란 그 개발자인 퍼시 호바트 소장을 말한다.
디에프 기습의 실패 이후 유럽 대륙 침공 작전은 완전히 수정되었다. 노르망디에 상륙할 연합군 부대들은 작전의 성공을 위해 지형, 장애물, 해안 요새들을 극복해야 했다. 앨런 브룩 경은 1943년에 특수부대를 창설하여 기갑전 전문가인 퍼시 호바트에게 특수부대에 대한 지휘권을 인계했다. 이는 퍼시 호버트에게 차량을 개발하여 이들을 실전에 투입하기 위해 훈련 요원을 양성하기 위함이었다.
많은 시도가 영국과 다른 국가에서 이루어졌었다. 스콜피언 플레일 전차(마틸다 Mk.2 보병전차의 수정형)는 북아프리카 전역에서 독일군의 지뢰를 제거하기 위해 사용되었었다. 소련 T-34 전차들은 지뢰 제거용 전차로 사용되었다. 교량개설용 전차나 목책 운반용 전차, 근접지원전차 등 여러 전차가 이미 개발된 상황이었다. 그러나 호버트의 장난감은 이용가능한 전차들 중 가장 컸고 정교한 발명품들이었다.
1944년 초 드와이트 아이젠하워와 버나드 몽고메리에게 호버트는 헤엄칠 수 있는 DD 전차들을 비롯해 지뢰제거전차, 왕립공병대 기갑차량 등을 소개할 수 있었다. 이들은 처칠 전차에 기본을 둔 것이었다. 몽고메리는 미군이 그것을 사용하기를 바랐다. 호버트의 장난감들 중 세번째 것은 이용가능한 모든 차량들 중에서 미군에게 제공되었다. 그러나 그 비율은 매우 적었다. 아이젠하워는 DD 상륙 전차를 마음에 들어했으나 오마 브래들리 장군에게 그 선택권을 주었다. 나머지 전차들은 특수 훈련과 추가 지원부대가 필요했기에 사용되지 않았다 또한 그들의 전차계열에서 벗어난 다른 전차 모델을 추가하는 군수의 어려움으로 인해 미군들은 이것을 사용하기를 꺼렸다.

## 호바트의 장난감의 예시

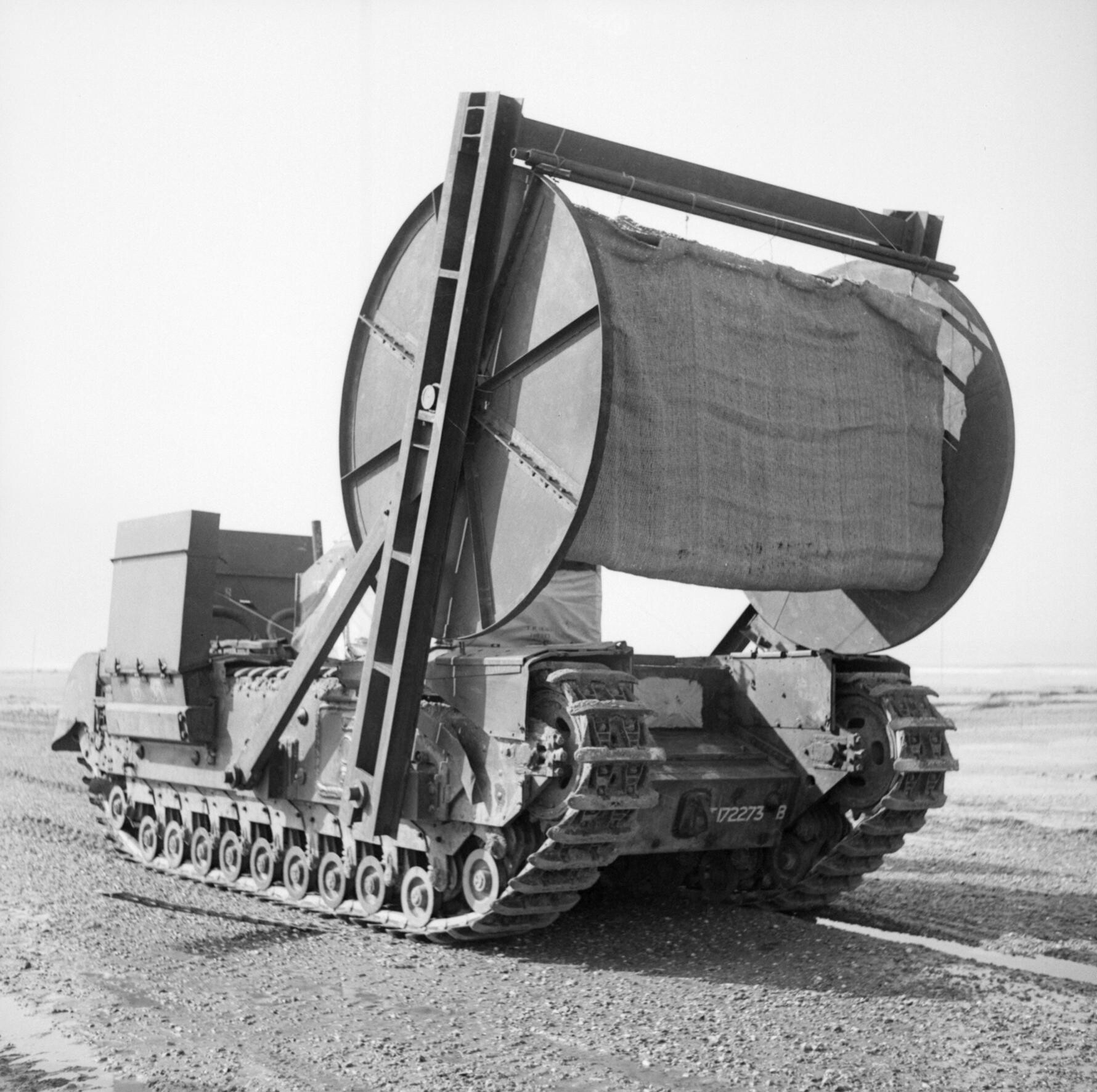
무른 땅에 차량이 빠지지 않도록 하는 보빈전차
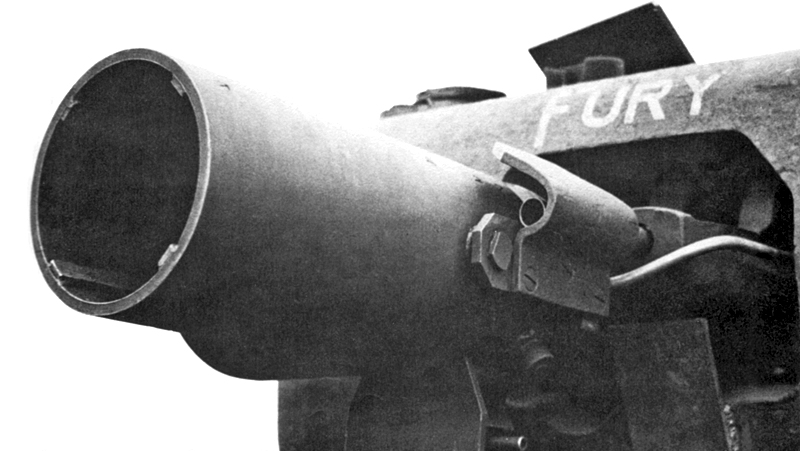
토치카 폭파용 구포전차
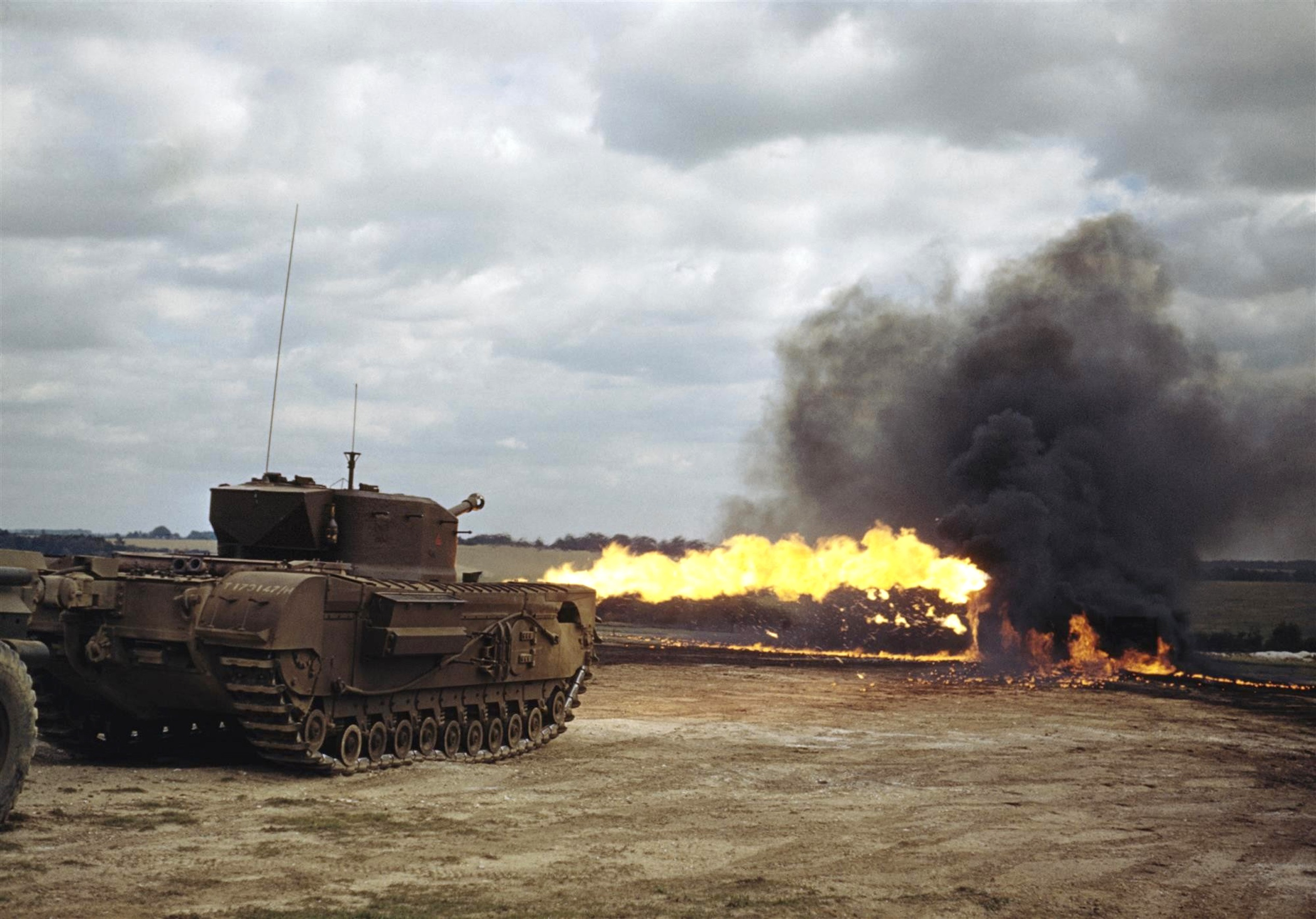
화염방사전차 "크로커다일"
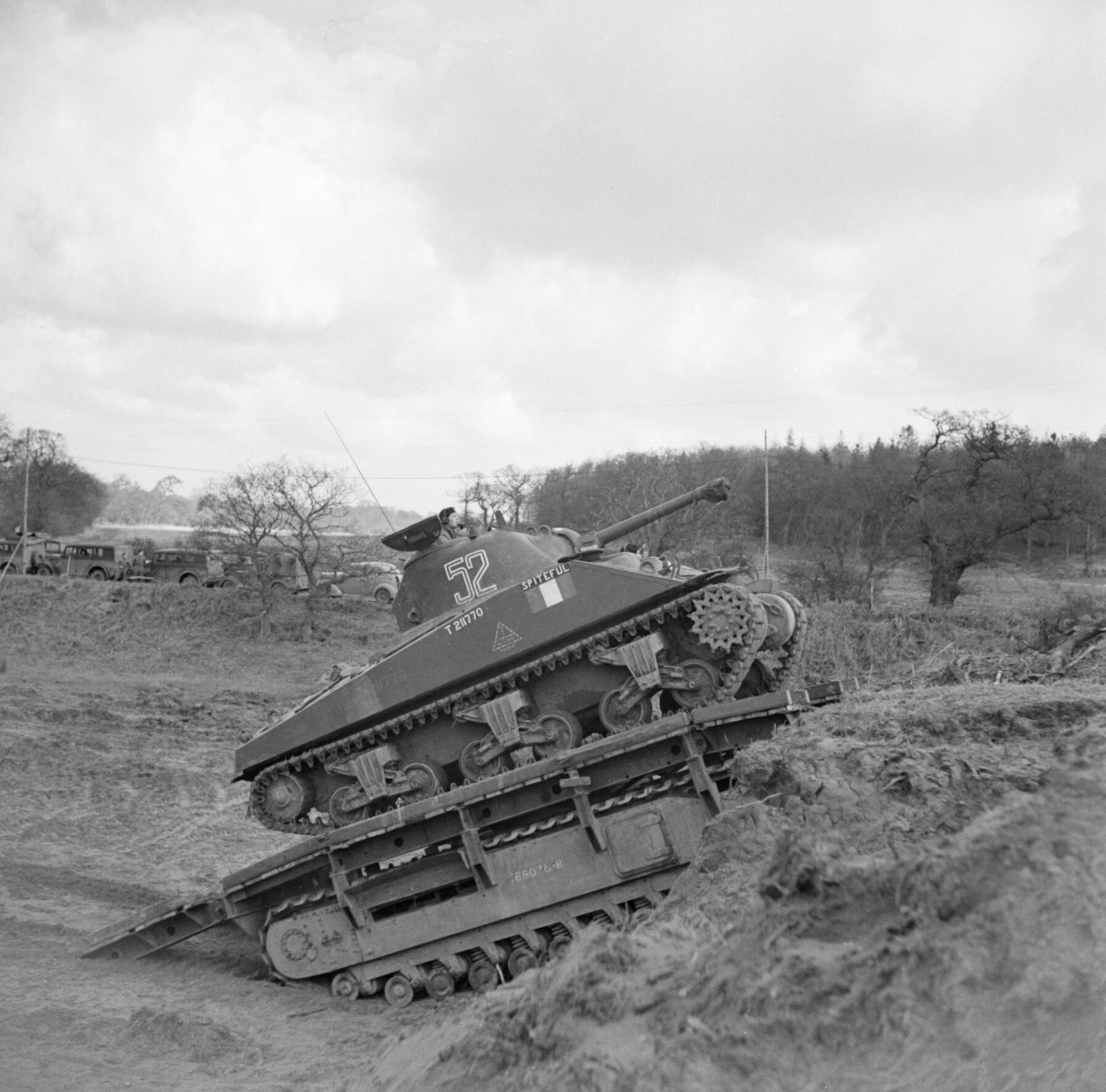
교량전차가 셔먼 전차의 다리가 되어주고 있다.
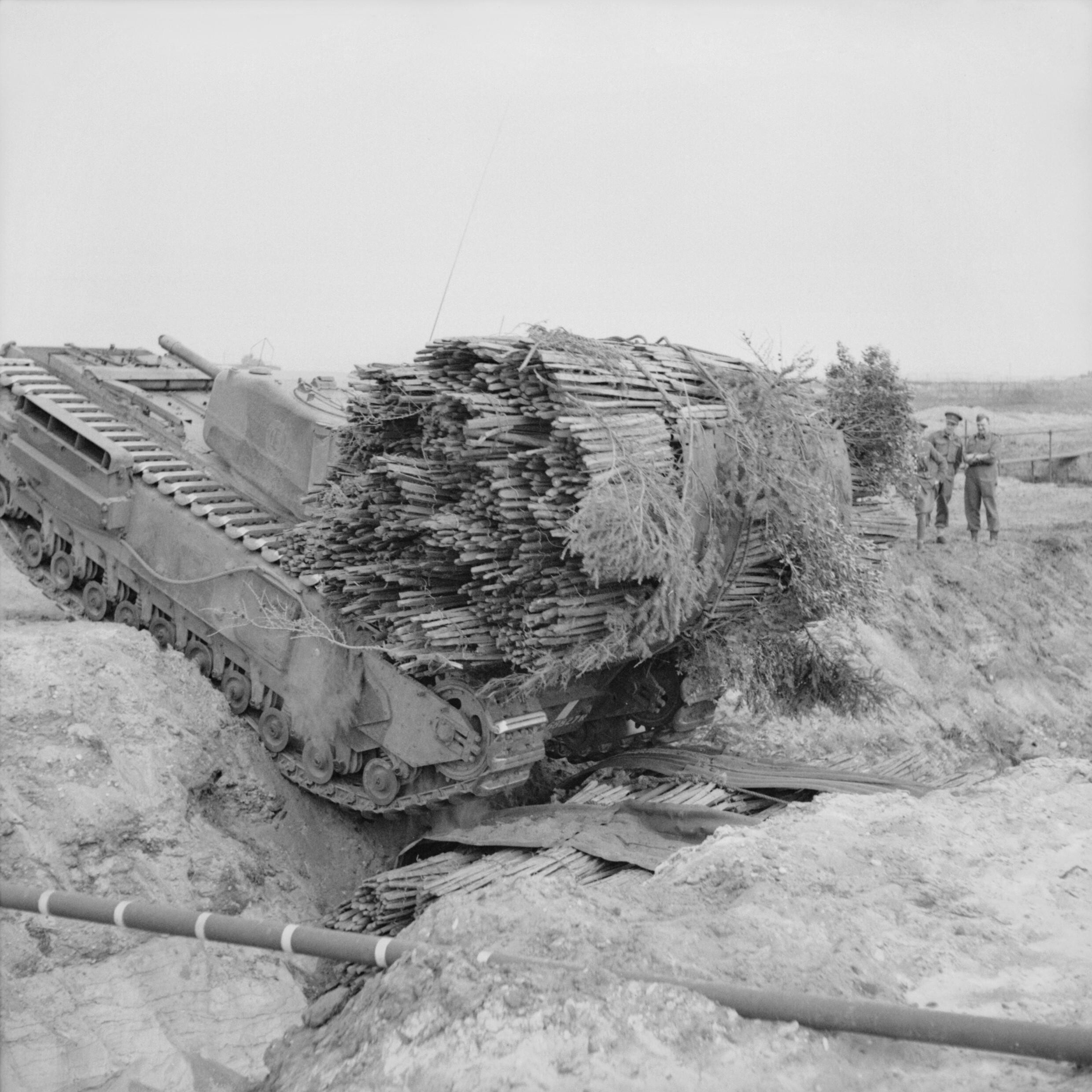
참호를 메우기 위한 장작전차. 나뭇단을 묶은 장작더미를 참호에 투척해서 땅을 메운다.
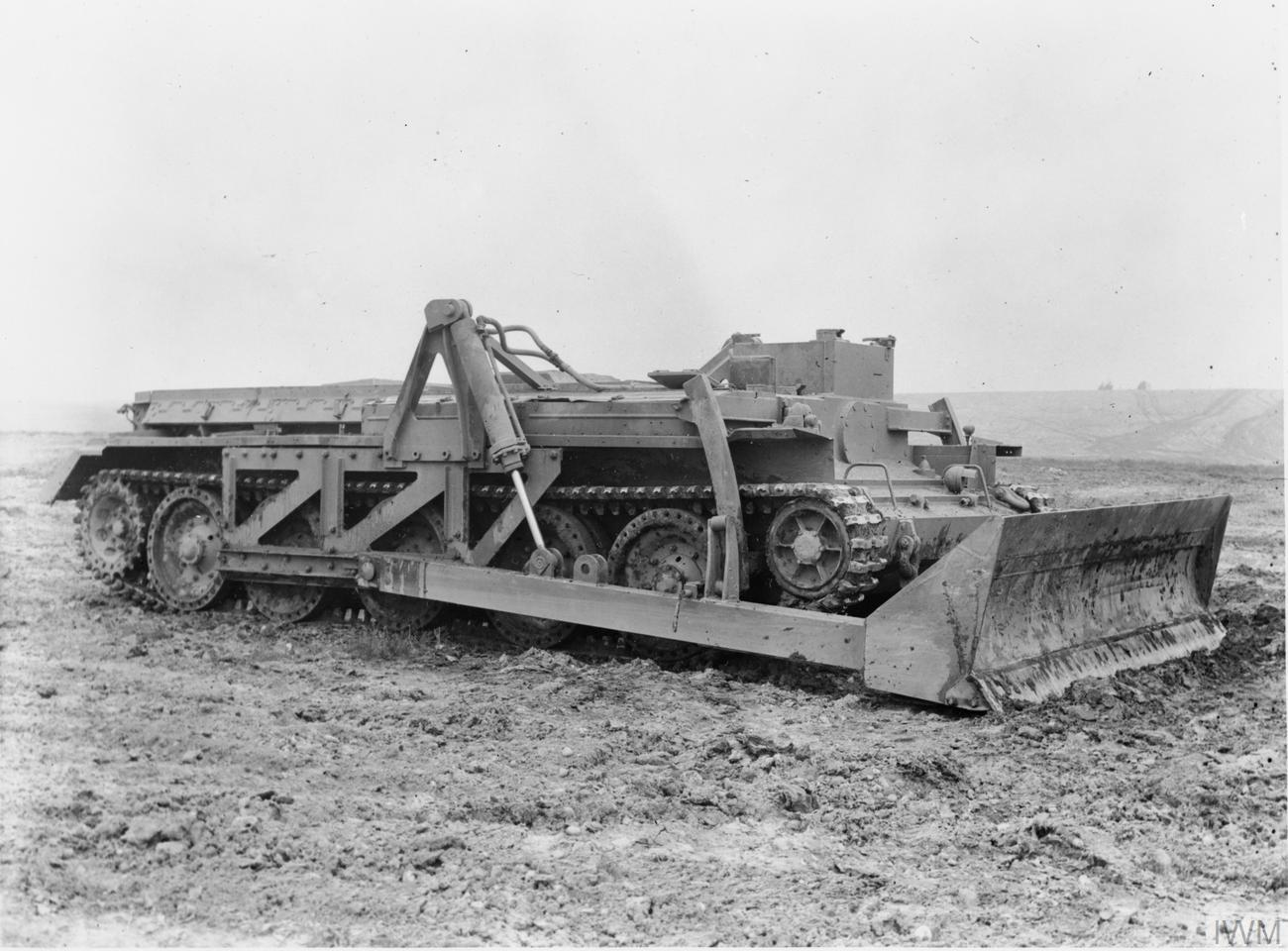
켄타우루스 불도저
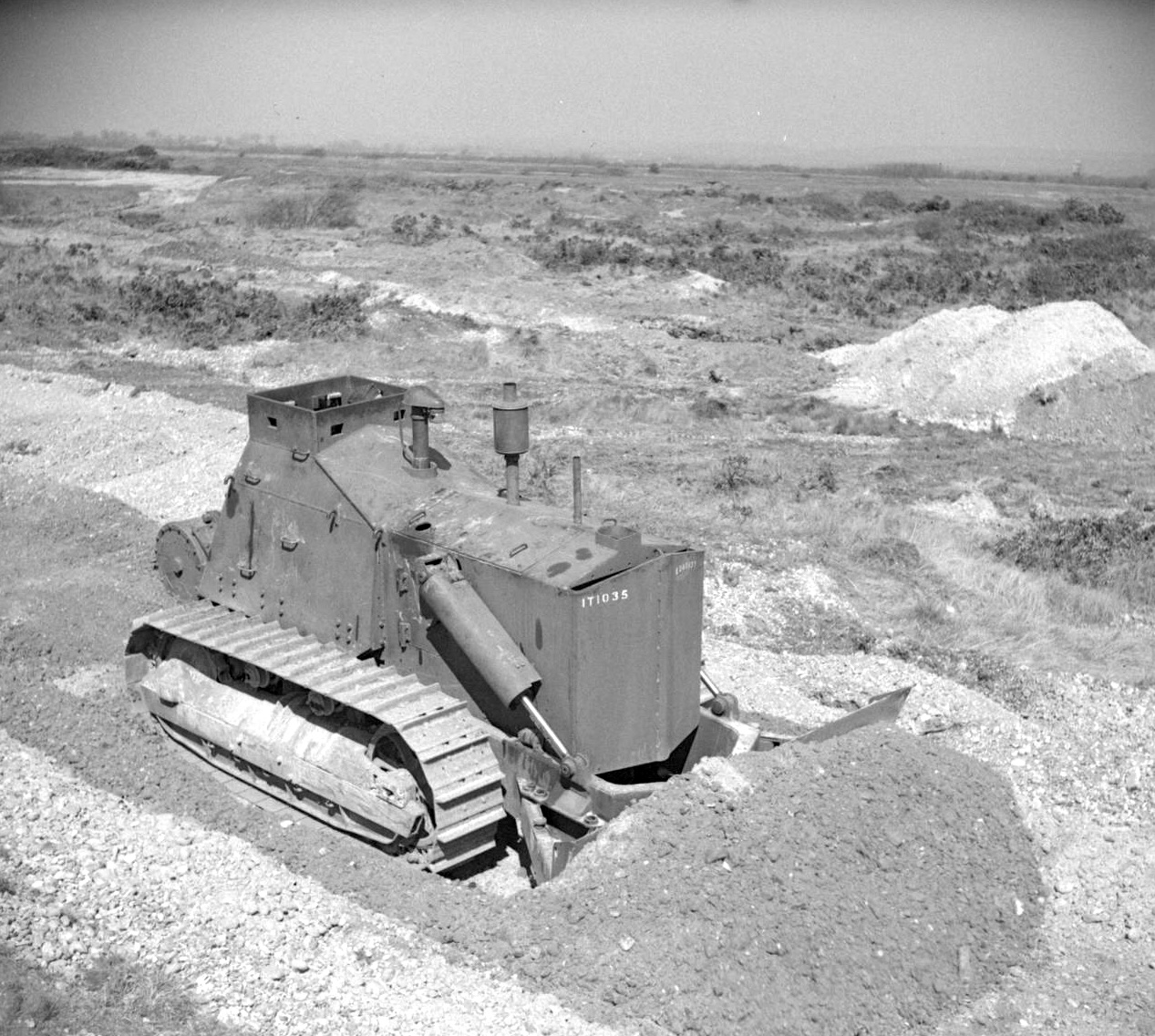
D7 장갑불도저
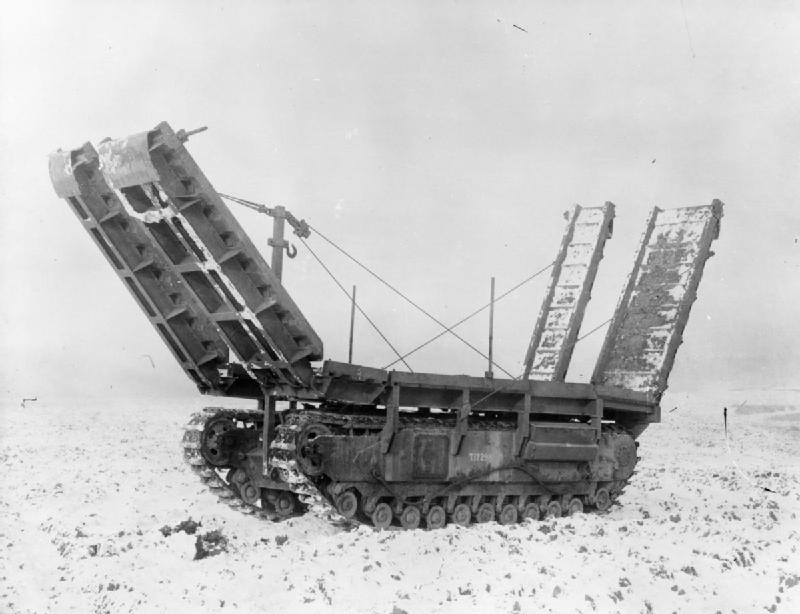
처칠 교량전차 Mk II
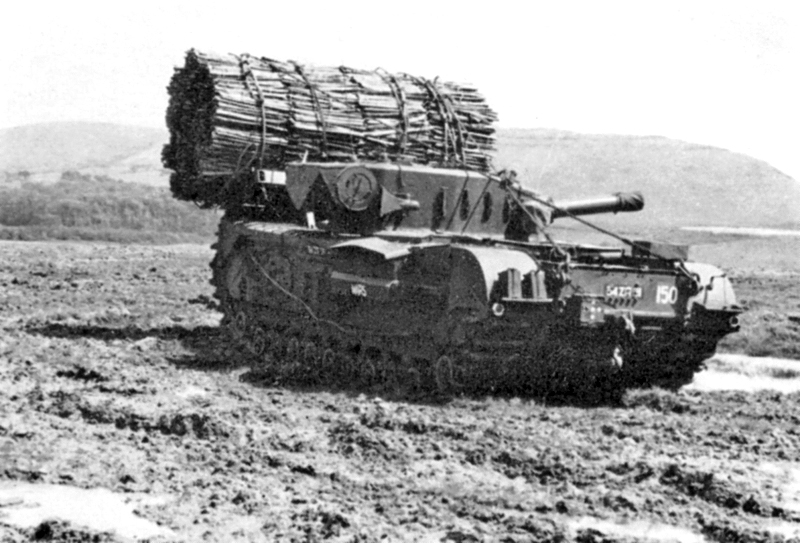
장작더미를 싣고 가는 처칠 개조전차.